# آب سبک
آب سبک، آبی است که نسبت ایزوتوپ دوتریوم در آن از حد آب معمولی کمتر است. 
آب سبک جهت درمان و پیشگیری از سرطان کاربرد دارد. 